# بشر بن داود المهلبي
بشر بن داود المهلبي حاكم السند في الخلافة العباسية في زمن عبد الله المأمون.

## السيرة
عضو في عائلة المهلبي. كان بشر بن داود بن يزيد قد شغل منصب حاكم السند منذ خلافة هارون الرشيد. بعد وفاة يزيد في عام 820 أو عام 821 خلف بشر والده في حكم السند. وافق المأمون على الاعتراف به حاكما بشرط أن يقوم بشر بإرسال مليون درهم تكريما له سنويا.
على الرغم من أن عقد هذا الاتفاق إلا أنه سرعان ما قرر بشر التمرد ضد الخليفة وتوقف عن إرسال أي أموال لبغداد. ردا على ذلك أرسل المأمون جيشا تحت قيادة الحاجب بن صالح في عام 826 وطلب منه استعادة السيطرة حكم السند. ومع ذلك استطاع بشر إلحاق الهزيمة بالحاجب وأجبره على التراجع عن السند. في أعقاب ذلك أغرى المأمون غسان بن عباد بتولي حكم السند وأرسله لإلحاق الهزيمة ببشر. هذه المرة قرر بشر الاستسلام وطلب من غسان منحه الأمان. منح غسان بشر الأمان وعادا معا إلى العراق في عام 831.